# Веркола
Ве́ркола — село в Пинежском районе Архангельской области. Административный центр МО «Веркольское».

## География
Веркола находится в среднем течении реки Пинеги, на правом берегу, на 50 километров выше по течению, чем районный центр Карпогоры, и растянулась почти на 3 км. Напротив Верколы, на левом берегу Пинеги, располагаются деревня Новый Путь и Артемиево-Веркольский мужской монастырь. Рельеф местности разнообразен — сама деревня располагается на крутом угоре, имеются холмы, низменности. Вдоль реки Пинеги между деревней и рекой по всей протяжённости села тянутся травяные луга, которые придают пейзажу деревни особый колорит. С Абрамовского угора открывается хороший обзор на луга и Артемиево-Веркольский мужской монастырь. Веркола по исторически сложившемуся укладу делится жителями на «око́лы»: Прокшино, Нижний конец, Околок (центр деревни), Верхний конец (Го́ра), Хярга и Грязнуха.

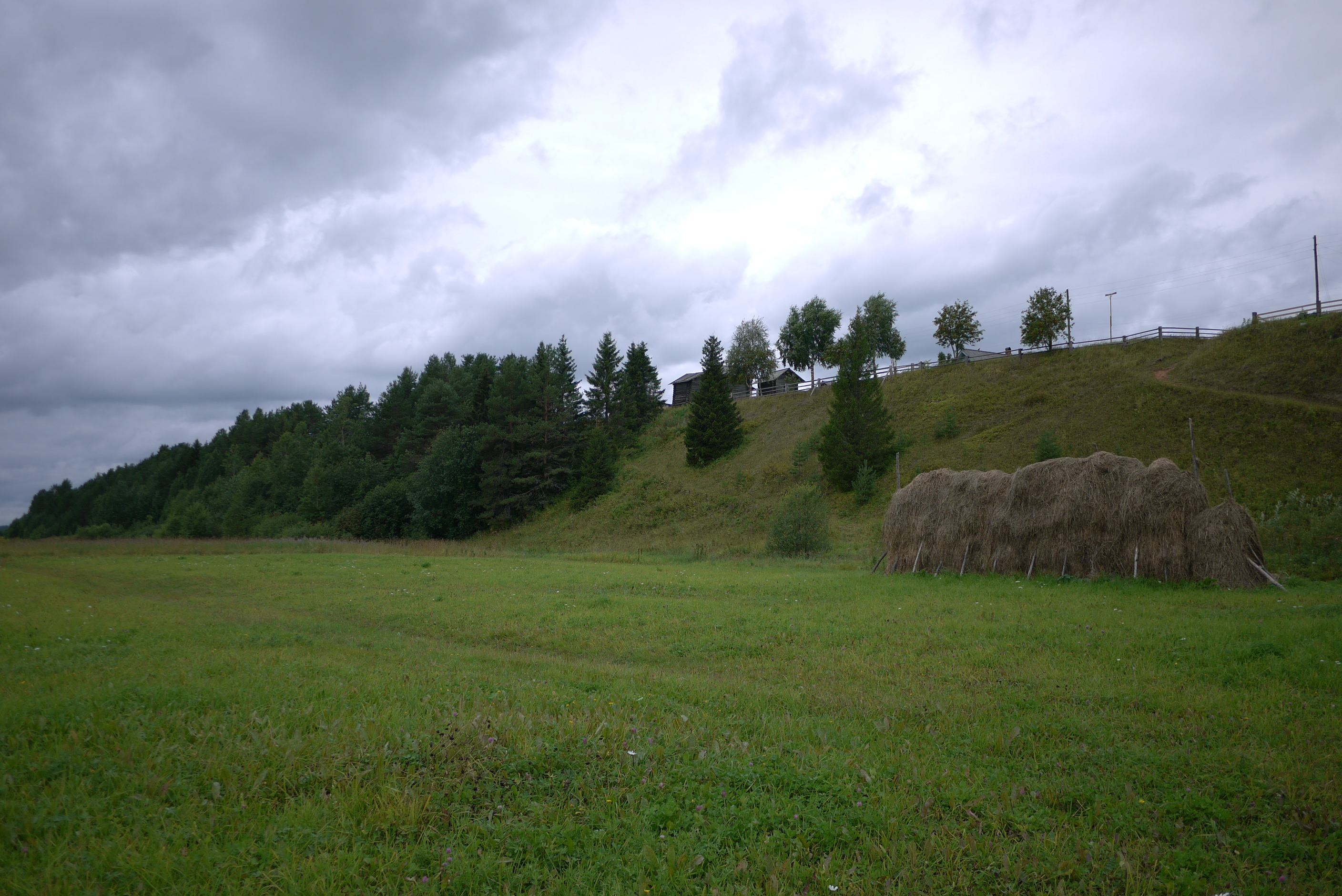
Вид на луга и Верколу с реки Пинеги

## История
Первые упоминания о Верколе упоминается в сотной записи из писцовых книг в 1552 году. В XVI веке Веркольская волость была частью Кеврольского уезда. Согласно самому раннему полному документу, в котором упоминается селение Веркола, относящемуся к 1623 году — Писцовая книга Кеврольского уезда — Веркольское поселение в начале XVII века представляло собой Веркольскую волость, которая охватывала 34 деревни. В 1639 году в Верколе сгорела Веркольская Никольская церковь. В 2007 году в Верколе был создан комитет ТОС.
В 2018 году Веркола вошла в ассоциацию «Самые красивые деревни России», приняв на себя ряд обязательств по сохранению историко-культурного и родного наследия.

### Археология
У деревни Веркола на левом берегу Пинеги находится средневековый могильник, состоящий из двух групп погребальных сооружений. В одном из сооружений северной группы у западной стенки сруба, рубленного «в обло», обнаружено погребение женщины по обряду трупоположения. По инвентарю погребение датируется XI веком.

## Население
| 2002 | 2010 | 2012 |
| ---- | ---- | ---- |
| 466  | ↘370 | ↗446 |

Согласно Первой всеобщей переписи населения Российской империи 1897 года селение объединяло 25 деревень и околов, в которых проживало 1140 человек, из них 562 мужчины и 578 женщин. В монастыре, так же относящемуся к поселению, проживало 169 человек. На территории села располагались Веркольское сельское училище, усадьба лесничего — единственного в то время человека с высшим образованием, где он проживал со своей семьёй. Численность населения деревни, по данным на 1 января 2012 года, составляла 446 человек, из них 65 детей (от 0 до 18 лет) и 167 пенсионеров.

## Этимология
Известно, что до прихода на Пинегу древних новгородцев этот район был заселён финно-угорскими племенами. От этих племен, названных новгородцами «чудью белоглазой», по Пинеге, как и всему Северу, сохранились старинные названия рек, озёр, деревень, урочищ. Из книг доцента Ленинградского университета Г. Я. Симиной, которая в течение 20 лет (в 1950—1970 годах) бывала на Пинежье в экспедициях:
«Наличие дославянских топонимов — названий урочищ — можно объяснить тем, что в этих местах до прихода русских, очевидно, не было никакого оседлого земледельческого населения, хотя какие-то неславянские предшественники кочевали по своим становищам, охотничьим угодьям.
Несомненно, что эти становища-урочища имели уже названия на языке этих кочующих племен (названия неславянские). Русские насельники (земледельцы), заселяющие близлежащие территории оседло, в ходе охотничьих промыслов сталкивались с охотниками-неславянами, как-то общались с ними. В этих столкновениях на путях мирного освоения необжитых территорий русские люди усваивали их названия местностей (становищ-урочищ)»
Неславянские названия местностей характеризуются своеобразной структурой: обычно это одночлены, заканчивающиеся на -ла, -ола: (Летопала, Веркола); -ма: (Едома); -ва, -ова: Пашева, Ретова, Котова; -са: (Хорса, Пилеса), -ай, -ей, -уй: (Комбай, Лывлей, Воргой); -га, -ньга: (Явроньга, Сямженьга, Хярга, Карга)
На карельском языке «verkko» означает рыболовную сеть. Название Веркола в переводе с финно-угорского означает «место (высокий угор) для сушки рыболовных сетей». Это вполне объяснимо, так как в этой местности по обеим сторонам реки Пинеги тянутся высокие берега, хорошо обдуваемые ветрами.

## Известные уроженцы
- Артемий Веркольский (1532—1545)
- Здесь родился, жил и был похоронен один из наиболее известных представителей так называемой «деревенской прозы», писатель Фёдор Абрамов (1920—1983)

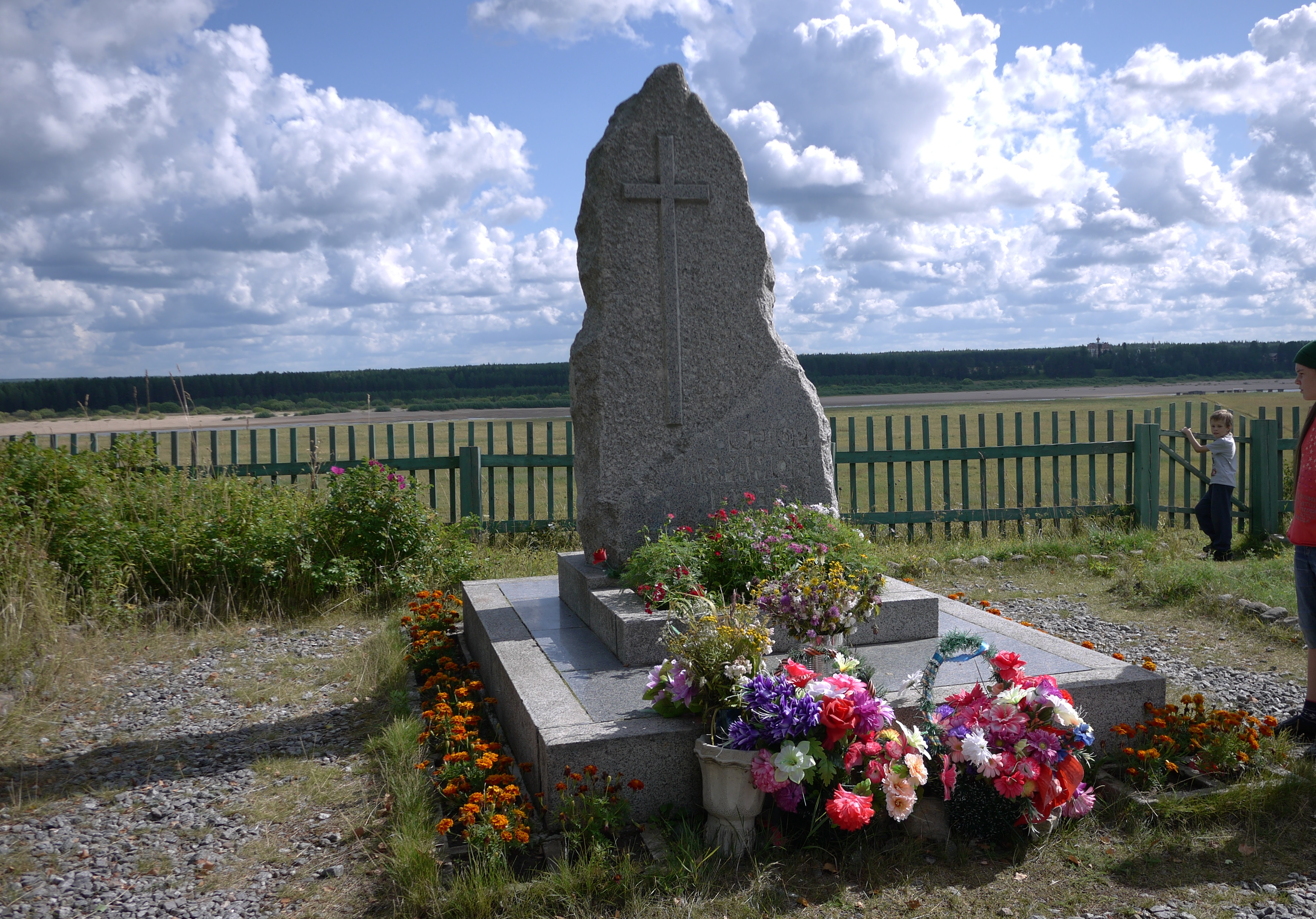
Могила Ф. Абрамова в Верколе

## Достопримечательности
Литературно-мемориальный музей Ф. А. Абрамова, основанный И. Н. Просвирниным.

## Заказник
В 1988 году был создан Веркольский ландшафтный заказник. Его создание было продиктовано стремлением сохранить неповторимый культурно-природный ландшафт мест, связанных с жизнью и деятельностью Ф. А. Абрамова.